# Marcus Rutilius Lupus
Marcus Rutilius Lupus was Romeins gouverneur van Egypte van 113 tot 117. Hij behoorde tot de Gens Rutilia uit Beneventum.

## Biografie
Hij begon als equites en klom op tot Praefectus annonae, opzichter van de graanvoorraad. Nadien werd hij naar Egypte gestuurd, de graanschuur van het Romeinse Rijk en kreeg de functie van Praefectus Alexandreae et Aegypti.
In 115-116 werd hij geconfronteerd met de Kitosoorlog, die uitbrak in het naburige Cyrenaica. Beperkt in manschappen kon hij de opstandelingen voorlopig meester in Alexandrië. Hij vroeg om versterking, maar die kwam er niet onmiddellijk, omdat de legermacht betrokken was in een oorlog met Parthië. Steden werden geplunderd en het graf Pompeius beschadigd, pas in 117, onder leiding van generaal Quintus Marcius Turbo werd de opstand neergeslagen. Marcus Rutilius Lupus werd naar Italië teruggestuurd en vervangen door Quintus Rammius Martialis.
Terug in Italië werd hij actief in het familiebedrijf, een van de belangrijkste steenfabrieken van het land.